# Céline Roos
Pour les articles homonymes, voir Roos.
Céline Roos est une joueuse d'échecs française puis canadienne née le 22 décembre 1953 à Strasbourg et morte dans cette même ville le 20 avril 2021. Médaillée d'or individuelle à l'Olympiade d'échecs de 1988, elle avait le titre de maître international féminin depuis 1985.

## Biographie et carrière
Céline Roos est née dans une famille avec de nombreux joueurs d'échecs. Son père Michel Roos remporta le championnat de France d'échecs en 1964. Sa mère, Jacqueline Roos, était grand maître international d'échecs par correspondance. Son frère Louis Roos remporta le championnat de France en 1977.
Céline Roos finit deuxième du championnat du Canada d'échecs féminin en 1984 à Toronto. En 1990, elle finit deuxième du tournoi subzonal d'Oisterwijk avec 7 points sur 9.

## Compétitions par équipe
Céline Roos a représenté le Canada lors de quatre olympiades féminines de 1988 à 1988.
En 1988, elle marqua 9,5 points en 13 parties comme deuxième échiquier de l'équipe du Canada, remportant la médaille d'or individuelle (meilleur pourcentage parmi les joueuses au deuxième échiquier). Elle annula notamment sa partie contre la numéro deux Soviétique Irina Levitina.